# Aaron Valero
Aaron Valero (1913-2000) fue un médico y educador israelí que ayudó a establecer hospitales y escuelas de medicina, escribió publicaciones médicas y contribuyó en gran medida al avance de la educación médica en Israel en la segunda mitad del siglo XX. Valero nació en Jerusalén en una distinguida familia sefardí que se había establecido en el Mandato Británico de  Palestina  a comienzos del año 1800. Su bisabuelo, Jacob Valero, estableció el primer banco privado del Mandasto Británico de Palestina, Jacob Valero & Company (1848-1915).
El Dr. Valero fue el primero en reconocer y describir el brote de peste bubónica en Mandato Británico de Palestina (British Medical Journal, 29 de mayo de 1948, p. 1026-1027). Un año después, observó el brote de Fiebre Moteada de las Rocosas en Palestina (Harefuah v. XXXVI, n.º 9, 36, p. 1-3, 1° de mayo de 1949).
En la década del 60, el Dr. Valero reconoció el potencial de sinergia entre el personal médico del Centro Médico Rambam y los ingenieros del Instituto Technion. El Dr. Valero organizó y armó equipos de las dos instituciones, que él lideró. Esta única cooperación condujo al primer producto del Departamento de Ingeniería biomédica del Technion que pronto se habría de establecer. Era un dispositivo electrónico capaz de grabar pulsaciones arteriales y los eventos mecánicos del corazón sin hacer contacto con el pecho. Este aparato fue descrito por primera vez en el Diario americano de cardiología, 29 de febrero de 1967, volumen 19, páginas 224-230 y en publicaciones subsecuentes (lista más abajo).
Su primer libro médico, titulado Electrocardiograma Clínico (Clinical E.C.G.), fue publicado en 1973 por la editorial Technio Michlol, y su segundo libro, Detección al lado de la cama (Bedside Detection), se publicó en 1980. El Dr. Valero en persona, el igual que a través de sus publicaciones, fue el mentor de generaciones de estudiantes de medicina y médicos residentes en Israel.
- Asistió al Gymnasium Hebreo, un centro de (educación secundaria), ubicado en Jerusalén.

- 1938 Recibió un título de M.B. Ch.B de la Universidad de Birmingham en Inglaterra (1938).
- 1939 Al volver a Jerusalén, se ofreció como voluntario para trabajar en el Centro Médico Hadassah ubicado en Jerusalén.
- 1941-1946- Durante la Segunda Guerra Mundial, se ofreció como voluntario para trabajar en los Cuerpos Médicos del Ejército Real del Ejército británico como médico, donde alcanzó el rango de Mayor.
- 1946- Se unió al personal del Hospital del Gobierno Británico en Haifa, que más tarde fue el Hospital de Rambam, del cual él fue un fundador.
- 1948-1949- Durante la Guerra de la Independencia Israelí, sirvió como médico de un regimiento en el Frente Norte de Israel.
- 1950- Fue Director del Departamento de Medicina Interna del Hospital Rambam.
- 1956- Asumió el puesto de Director del Hospital de Poriya del Gobierno Israelí.
- 1972- Fue elegido como Profesor permanente de la Facultad de Medicina Bruce Rappaport del Instituto Technion en Haifa (el Dr. Valero fue uno de los fundadores tanto de la Facultad de Medicina, como de la Facultad de Ingeniería Biomédica).
- 1980- Decano de Educación Médica de la Facultad de Medicina del Technion.
- 1980-1986- También sirvió como Director del Departamento de Medicina Interna en el Hospital de Nahariya.
- 2002- En memoria del Dr. Valero, la Familia Valero estableció y dotó el Fondo Para el Avance de la Educación Médica del Profesor Aaron Valero. El Fondo permitirá que oradores invitados de Israel y del extranjero, ofrezcan talleres, sesiones de entrenamiento y participen en el Día de la Relación Médico-Paciente del Profesor Aaron Valero, en la Facultad de Medicina Bruce Rappaport del Instituto Technion de Haifa.

## Algunas publicaciones
- Valero y otros, "Cardiografía focal - Un estudio experimental en perros" ("Focal Cardiography - An experimental Study in Dogs"), Diario de Ciencia Médicas de Israel. Enero-febrero de 1969, volumen 5, número 1, páginas 13-22.
- Valero, "Cardiografía de desplazamiento focal para la detección al lado de la cama de disquinesis miocardial" ("Focal Displacement Cardiography for Bedside Detection of Myocardial Dyskinesis"), Diario americano de cardiología, abril de 1970, volumen 25, páginas 443-449.
- Valero y otros, "Efecto del ejercicio y la aclimatación en el cardiograma de ápex de desplazamiento en sujetos jóvenes normales" ("Effect of Exercise and Acclimatization on displacement apex Cardiogram In Normal Young Subjects"), Diario británico del corazón, enero de 1971, volumen 1, páginas 37-45.